# Pjotr Petrowitsch Lasarew

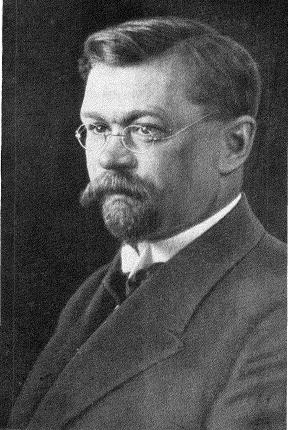
Pjotr Petrowitsch Lasarew

Pjotr Petrowitsch Lasarew (russisch Пётр Петрович Лазарев; * 31. Märzjul. / 12. April 1878greg. in Moskau; † 23. April 1942 in Alma-Ata) war ein russischer Physiker, Geophysiker, Biophysiker und Hochschullehrer.

## Leben
Lasarew, Sohn eines Vermessungsingenieurs, besuchte 1888–1896 das Gymnasium und studierte dann an der medizinischen Fakultät der Universität Moskau (MGU) mit Abschluss 1901. Sein Interesse an der Physiologie führte ihn zur Physik, verkörpert durch Hermann von Helmholtz und Jacques Loeb. 1902 wurde er zum Doktor der Medizin promoviert. Darauf wurde er Assistent der von Julija Iwanowna Basanowa gestifteten Ohrenklinik der medizinischen Fakultät der MGU. 1903 legte er als Externer die Prüfung für den gesamten Kurs der physikalisch-mathematischen Fakultät der MGU ab. Seine ersten beiden wissenschaftlichen Untersuchungen befassten sich mit der Unabhängigkeit des Höreindrucks von den Phasendifferenzen der Obertöne und der gegenseitigen Beeinflussung der Hör- und Sehwahrnehmung.
1903 begann Lasarew, das Kolloquium Pjotr Nikolajewitsch Lebedews zu besuchen. Im gleichen Jahr ging er nach Straßburg und fertigte an der Universität Straßburg in Ferdinand Brauns Laboratorium eine Doktorarbeit an. 1907 wurde Lasarew Privatdozent an der MGU. Er arbeitete in Lebedews Laboratorium und hielt Vorlesungen zur Einführung in die Physik, zur Photochemie und zur Biophysik. 1911 verteidigte er seine Magisterdissertation über den Temperatursprung bei der Wärmeleitung an der Grenzfläche zwischen Festkörper und Gas im Bereich einer freien Weglänge eines Moleküls. Im gleichen Jahr verließ er die MGU zusammen mit vielen anderen aus Protest gegen die Eingriffe des neuen Bildungsministers Léon Casso in die Autonomierechte der Universität (Affäre Casso). Lasarew arbeitete nun an der Städtischen Moskauer Schanjawski-Volksuniversität und mietete für Lebedews Laboratorium einen Souterrain-Raum. 1912 verteidigte er an der Universität Warschau seine Doktor-Dissertation zur Photochemie mit einer quantitativen Untersuchung des Ausbleichens von Farbpigmenten im sichtbaren Teil des Spektrums.
Nach dem Tode Lebedews 1912 arbeitete Lasarew im physikalischen Laboratorium der Moskauer Technischen Hochschule. Dort lehrte er bereits seit 1908 und wurde 1912 zum Professor gewählt. 1916 lehnte er einen Ruf an die Universität Petrograd als Nachfolger Orest Danilowitsch Chwolsons ab. Als er im März 1917 als Nachfolger des verstorbenen Boris Borissowitsch Golizyn zum Mitglied der Russischen Akademie der Wissenschaften für den Physik-Lehrstuhl gewählt wurde, stellte er die Bedingung, in Moskau bleiben zu können. 1917–1920 war er Professor des Lehrstuhls für Physik der MGU. 1917 leitete er das erste russische Forschungsinstitut für Physik, für das Ende 1916 mit privaten Mitteln von dem Architekten Alexander Nikolajewitsch Sokolow ein Gebäude gebaut wurde. Hier waren Sergei Iwanowitsch Wawilow, Grigori Alexandrowitsch Gamburzew, Wassili Wladimirowitsch Schuleikin, Michail Alexandrowitsch Leontowitsch, Boris Wladimirowitsch Derjagin, Pjotr Alexandrowitsch Rehbinder, Alexander Sawwitsch Predwoditelew, Michail Pawlowitsch Wolarowitsch und Eduard Wladimirowitsch Schpolski seine Schüler.
Bald nach der Oktoberrevolution wurde Lasarew Vorsitzender der Kommission für die Verbesserung der Lebensbedingungen der Mediziner und Mitglied der Zentralkommission für die Verbesserung der Lebensbedingungen der Wissenschaftler. Er organisierte die Einrichtung von Röntgenkabinetten für Kranke und Verwundete der Roten Armee. Das Laboratorium des bisherigen Forschungsinstituts für Physik war nun eine Einrichtung der Roten Armee und wurde weiter von Lasarew als Direktor geleitet. Untersucht wurden die Sinneswahrnehmungen unter militärischen Bedingungen. Die Untersuchung des spektralen Reflexionsvermögens diverser farbiger Objekte wurde die wissenschaftliche Grundlage für die Auswahl von Tarnfarben. Auf Vorschlag des Volkskommissars für Gesundheit Nikolai Alexandrowitsch Semaschko übernahm Lasarew die allgemeine Leitung der Sektionen für Röntgen, Elektromedizin und Photobiologie des Volkskommissariats für Gesundheit. Die Röntgenuntersuchung des erkrankten Lenins wurde in Lasarews Laboratorium durchgeführt.
Als die sowjetische Regierung aufgefordert wurde, die von Ernst Gustav Leyst angefertigten Karten der Kursker Magnetanomalie, die sich nun in Deutschland befanden, für einen beträchtlichen Betrag zu kaufen, bot sich Lasarew an, diese Karten für einen geringeren Betrag neu zu erstellen, wofür er 1918 ein großes geophysikalisches Projekt organisierte. Im gleichen Jahr organisierte er die Herausgabe der neuen Zeitschrift für Physik Uspechi Fisitscheskich Nauk (UFN), deren englische Übersetzung Physics-Uspekhi (Advances in Physical Sciences) eine international anerkannte Fachzeitschrift geworden ist. Auch organisierte Lasarew Untersuchungen zur Ermittlung der Ursachen der Meeresströmungen in Abhängigkeit von den Passatwinden.
Auf Lasarews Initiative gründete das Volkskommissariat für Gesundheit 1919 das Forschungsinstitut für Physik und Biophysik, das dann Lasarew leitete. Zu den wissenschaftlichen Mitarbeitern gehörten Grigori Samuilowitsch Landsberg, Alexander Lwowitsch Minz, Sergei Nikolajewitsch Rschewkin, Sergei Wassiljewitsch Krawkow und Trofim Kononowitsch Molody.
Im Januar 1929 kritisierte Lasarew, dass bei der Wahl zu Mitgliedern der Akademie der Wissenschaften der UdSSR (AN-SSSR, ab 1991 Russische Akademie der Wissenschaften (RAN)) durch eine Nachwahl nur Kommunisten Vollmitglieder der AN-SSSR wurden. In einer Vorlesung über die Dialektik der Natur wies er auf einen Fehler von Friedrich Engels beim Problem √−1 hin, worauf er mehrfach denunziert wurde. Besonders aufmerksam wurde die GPU durch Lasarews umfangreichen Briefwechsel mit ausländischen Wissenschaftlern. In der Nacht des 5. März 1931 wurde Lasarew in seiner Wohnung im Institut für Physik und Biophysik verhaftet. Auf Beschluss des Volkskommissariats für Gesundheit verlor er das Direktorenamt und den Lehrstuhl am Moskauer Elektromechanik-Institut (MEMI). Das Institut für Physik und Biophysik wurde dem Obersten Rat für Volkswirtschaft übergeben und in ein chemisches Institut für Spezialaufgaben umgewandelt. Alle wissenschaftlichen Mitarbeiter Lasarews wurden entlassen. Die reichhaltige wissenschaftliche Ausstattung des Instituts war verschwunden. Nach Wladimir Iwanowitsch Wernadskis Tagebuch musste Lasarew seine Auslandsbeziehungen detailliert und vollständig darlegen. Lasarews Frau Olga Alexandrowna setzte sich vergeblich für ihren Mann ein bei der GPU und dem Volkskommissar für Gesundheit Nikolai Alexandrowitsch Semaschko, der Lasarew unterstützte. Sie erhängte sich am 13. Juni 1931, was ihr Mann erst spät erfuhr. Eine Gruppe von Wissenschaftlern unter der Führung von Alexei Nikolajewitsch Bach setzte sich für Lasarew ein und richtete Gesuche nicht an Walerian Wladimirowitsch Kuibyschew, der kein Freund der AN-SSSR war, sondern an dessen Rivalen Wjatscheslaw Michailowitsch Molotow. Im September 1931 wurde Lasarew aus dem Gefängnis entlassen und nach Swerdlowsk in die Verbannung geschickt. Lasarew litt unter Epilepsie und dachte an Suizid. In Swerdlowsk hielt er Vorlesungen am Institut für Geologische Prospektion und am Institut für Berufskrankheiten und arbeitete an Beiträgen der Biophysik zur Medizin. Zu seinem letzten nichtöffentlichen Vortrag vor seiner Freilassung in der GPU über Anfang und Ende des Universums kamen auch die örtlichen Diamatschiki und Geologen. Ende Februar 1932 konnte Lasarew nach Moskau zurückkehren aufgrund der Bemühungen Michail Alexandrowitsch Menzbier und seiner Kollegen und Studenten, wie Wernadski in seinem Tagebuch schrieb. Lasarew blieb in der Kritik, und 1938 wurden ihm pseudowissenschaftliche Theorien vorgeworfen.
Nach seiner Rückkehr 1932 leitete Lasarew den Lehrstuhl für Physik der geophysikalischen Abteilung des Moskauer Instituts für Geologische Prospektion (MGRI), das ihn kurz vor seiner Verhaftung auf den Lehrstuhl für Physik der Erde berufen hatte. 1934 wurde er Leiter der Biophysik-Abteilung des Allunionsinstituts für Experimentelle Medizin in Moskau. 1938 wurde diese Abteilung das Spezialbiophysiklaboratorium der AN-SSSR. Lasarew untersuchte die Prozesse der physiologischen Anpassung der Sinneswahrnehmungen an die einwirkenden Reize. Er wendete die Gesetze der Thermodynamik auf die biologischen Prozesse an. Er untersuchte die Wirkung des elektrischen Stroms auf das Nervengewebe und entwickelte eine theoretische Begründung für die Nernst-Gleichung und das Pflüger-Zuckungsgesetz.
Lasarew verfasste eine Reihe von populärwissenschaftlichen Werken zur Geschichte der russischen und ausländischen Wissenschaft. Er schrieb ein Erinnerungsbuch über P. N. Lebedew, Biografien von Nikolai Alexejewitsch Umow, Alexander Grigorjewitsch Stoletow und anderen. In sein Werk zur Geschichte der exakten Wissenschaft in Russland im Verlaufe von 200 Jahren fügte er selbst gezeichnete Porträts russischer Wissenschaftler von Michail Wassiljewitsch Lomonossow bis Ilja Iljitsch Metschnikow ein. Ein besonderes Buch widmete er dem Leben und Werk des von ihm verehrten Hermann von Helmholtz.
1940 wurde Lasarew zum Vizepräsidenten der Moskauer Gesellschaft der Naturforscher gewählt. Nach Beginn des Deutsch-Sowjetischen Krieges wurde Lasarew mit dem Spezialbiophysiklaboratorium nach Alma-Ata evakuiert. Dort starb Lasarew an einem Magenkarzinom mit Metastasen im Gehirn. Er wurde in Moskau auf dem Nowodewitschi-Friedhof begraben.